# Герцогенбуш (концентрационный лагерь)
Герцогенбуш (нем. Herzogenbusch) — концентрационный лагерь нацистской Германии, располагавшийся в Нидерландах в городе Вюгт близ Хертогенбоса, столицы Северного Брабанта, с января 1943 по сентябрь 1944. В нём размещалось примерно 31 000 заключённых: бойцы Сопротивления, евреи, цыгане, гомосексуалисты, свидетели Иеговы, спекулянты, бродяги, заложники, среди них были мужчины, женщины и дети. От голода, болезней и плохого обращения погибло 749 человек, в том числе расстреляны 329 участников Сопротивления.
Строительство лагеря началось в 1942 году и финансировалось из средств, конфискованных у голландских евреев.
В январе 1944 года на территории концлагеря произошла трагедия, подробности которой просочились за пределы колючей проволоки: комендант Адам Грюневальд приказал запереть 74 женщин в тесную камеру на 14 часов. Такое заключение оказалось пыткой, 10 женщин не выдержали давки и погибли. Поскольку трагедия получила общественный резонанс, нацисты были вынуждены отдать Грюневальда под суд. В качестве наказания его отправили на восточный фронт, где он погиб.
Концлагерь был освобождён в сентябре 1944 частями 4-й танковой дивизии (Канада). В первые годы после окончания оккупации использовался для содержания военных преступников и коллаборационистов.

## Коменданты концлагеря
- январь-октябрь 1943 — Карл Хмелевски
- октябрь 1943 — январь 1944 — Адам Грюневальд
- февраль — сентябрь 1944 — Ганс Хюттиг